# Мой папа псих
«Мой папа псих», также «Король Калифорнии» (англ. King of California) — американская комедия 2007 года Майка Кэхилла.

## Сюжет
Эксцентричный и чудаковатый Чарли бесконечно донимает свою шестнадцатилетнюю дочь Миранду, чтобы та помогла ему в поисках несметных сокровищ. Чарли уверен, что когда-то в долине Сан-Фернандо в Калифорнии испанские миссионеры зарыли кучу золотых слитков. Отец и дочь отправляются на раскопки мифического клада, но обретают там нечто большее, чем драгоценный клад.

## В ролях
- Майкл Дуглас — Чарли
- Ивэн Рэйчел Вуд — Миранда
  - Эллисон Эшли Арм — молодая Миранда
- Кэтлин Уилхойт — Келли
- Эшли Грин — покупательница в Макдональдсе